# Nasser ad-Dausari
Nasser ad-Dausari, Nasser Essa Shafi Al-Shardan Al-Dawsari (arab. ناصر عيسى الدوسري, ur. 19 grudnia 1998 w Rijadzie) – saudyjski piłkarz grający na pozycji obrońcy w klubie Al-Hilal.

## Kariera klubowa

### Al-Hilal
Ad-Dausari zadebiutował w pierwszej drużynie Al-Hilal 17 grudnia 2017 w meczu z Al-Fayha FC (przeg. 2:1). Pierwszą bramkę zdobył on 21 stycznia 2019 w wygranym 3:2 spotkaniu przeciwko Al-Faisaly FC.

## Kariera reprezentacyjna

### Arabia Saudyjska
Ad-Dausari zadebiutował w seniorskiej kadrze Arabii Saudyjskiej 25 marca 2021 w wygranym 1:0 spotkaniu przeciwko Kuwejtowi.
Asiri otrzymał powołanie na Mistrzostwa Świata 2022. Wystąpił tam tylko w meczu z Polską (przeg. 2:0), zmieniając Saleha Al-Shehriego w 86 minucie.

## Statystyki

### Klubowe
(aktualne na dzień 19 października 2023)
| Klub               | Sezon              | Liga                      | Liga  | Liga   | Puchar kraju | Puchar kraju | Kontynent | Kontynent | Suma  | Suma   |
| Klub               | Sezon              | Liga                      | Mecze | Bramki | Mecze        | Bramki       | Mecze     | Bramki    | Mecze | Bramki |
| ------------------ | ------------------ | ------------------------- | ----- | ------ | ------------ | ------------ | --------- | --------- | ----- | ------ |
| Al-Hilal           | 2017/18            | Saudi Professional League | 3     | 0      | 1            | 0            | 1         | 0         | 5     | 0      |
| Al-Hilal           | 2018/19            | Saudi Professional League | 12    | 0      | 6            | 1            | 5         | 0         | 23    | 1      |
| Al-Hilal           | 2019/20            | Saudi Professional League | 9     | 0      | 3            | 0            | 3         | 0         | 15    | 0      |
| Al-Hilal           | 2020/21            | Saudi Professional League | 16    | 1      | 0            | 0            | 9         | 1         | 25    | 2      |
| Al-Hilal           | 2021/22            | Saudi Professional League | 14    | 0      | 1            | 0            | 8         | 1         | 23    | 1      |
| Al-Hilal           | 2022/23            | Saudi Professional League | 22    | 0      | 3            | 0            | 3         | 0         | 28    | 0      |
| Al-Hilal           | 2023/24            | Saudi Professional League | 8     | 1      | 1            | 0            | 2         | 0         | 11    | 1      |
| Al-Hilal           | Ogólnie            | Ogólnie                   | 84    | 2      | 15           | 1            | 31        | 2         | 130   | 5      |
| Ogólnie w karierze | Ogólnie w karierze | Ogólnie w karierze        | 84    | 2      | 15           | 1            | 31        | 2         | 130   | 5      |

### Reprezentacyjne
(aktualne na dzień 19 października 2023)
| Reprezentacja      | Rok                | Mecze | Bramki |
| ------------------ | ------------------ | ----- | ------ |
| Arabia Saudyjska   | 2021               | 4     | 0      |
| Arabia Saudyjska   | 2022               | 7     | 0      |
| Arabia Saudyjska   | 2023               | 5     | 0      |
| Ogólnie            | Ogólnie            | 16    | 0      |
| Ogólnie w karierze | Ogólnie w karierze | 16    | 0      |

| Mecze i gole w reprezentacji | Mecze i gole w reprezentacji | Mecze i gole w reprezentacji | Mecze i gole w reprezentacji | Mecze i gole w reprezentacji | Mecze i gole w reprezentacji | Mecze i gole w reprezentacji | Mecze i gole w reprezentacji         |
| Arabia Saudyjska             | Arabia Saudyjska             | Arabia Saudyjska             | Arabia Saudyjska             | Arabia Saudyjska             | Arabia Saudyjska             | Arabia Saudyjska             | Arabia Saudyjska                     |
| Lp.                          | Data                         | Miejsce                      | Gospodarz                    | Gość                         | Wynik                        | Gol                          | Rozgrywki                            |
| ---------------------------- | ---------------------------- | ---------------------------- | ---------------------------- | ---------------------------- | ---------------------------- | ---------------------------- | ------------------------------------ |
| 1.                           | 25.03.2021                   | Rijad                        | Arabia Saudyjska             | Kuwejt                       | 1:0                          |                              | Mecz towarzyski                      |
| 2.                           | 07.10.2021                   | Dżudda                       | Arabia Saudyjska             | Japonia                      | 1:0                          |                              | Mistrzostwa Świata 2022 – eliminacje |
| 3.                           | 11.11.2021                   | Sydney                       | Australia                    | Arabia Saudyjska             | 0:0                          |                              | Mistrzostwa Świata 2022 – eliminacje |
| 4.                           | 16.11.2021                   | Hanoi                        | Wietnam                      | Arabia Saudyjska             | 0:1                          |                              | Mistrzostwa Świata 2022 – eliminacje |
| 5.                           | 05.06.2022                   | Murcja                       | Kolumbia                     | Arabia Saudyjska             | 0:1                          |                              | Mecz towarzyski                      |
| 6.                           | 09.06.2022                   | Murcja                       | Wenezuela                    | Arabia Saudyjska             | 0:1                          |                              | Mecz towarzyski                      |
| 7.                           | 23.09.2022                   | Murcja                       | Ekwador                      | Arabia Saudyjska             | 0:0                          |                              | Mecz towarzyski                      |
| 8.                           | 27.09.2022                   | Rijad                        | Arabia Saudyjska             | Stany Zjednoczone            | 0:0                          |                              | Mecz towarzyski                      |
| 9.                           | 10.11.2022                   | Abu Zabi                     | Arabia Saudyjska             | Panama                       | 1:1                          |                              | Mecz towarzyski                      |
| 10.                          | 16.11.2022                   | Rijad                        | Arabia Saudyjska             | Chorwacja                    | 0:1                          |                              | Mecz towarzyski                      |
| 11.                          | 26.11.2022                   | Ar-Rajjan                    | Polska                       | Arabia Saudyjska             | 2:0                          |                              | Mistrzostwa Świata 2022              |
| 12.                          | 24.03.2023                   | Dżudda                       | Arabia Saudyjska             | Wenezuela                    | 1:2                          |                              | Mecz towarzyski                      |
| 13.                          | 28.03.2023                   | Dżudda                       | Arabia Saudyjska             | Boliwia                      | 1:2                          |                              | Mecz towarzyski                      |
| 14.                          | 12.09.2023                   | Newcastle upon Tyne          | Korea Południowa             | Arabia Saudyjska             | 1:0                          |                              | Mecz towarzyski                      |
| 15.                          | 13.10.2023                   | Portimão                     | Nigeria                      | Arabia Saudyjska             | 2:2                          |                              | Mecz towarzyski                      |
| 16.                          | 17.10.2023                   | Portimão                     | Mali                         | Arabia Saudyjska             | 1:3                          |                              | Mecz towarzyski                      |

## Sukcesy
Sukcesy w karierze klubowej:

### Al-Hilal
- Saudi Professional League (4×): 2017/2018, 2019/2020, 2020/2021, 2021/2022
- Puchar Króla (2×): 2019/2020, 2022/2023
- Superpuchar Arabii Saudyjskiej (2×): 2018/2019, 2021/2022
- Liga Mistrzów AFC (2×): 2019, 2021